# Stazione di Higashi-Fukuma

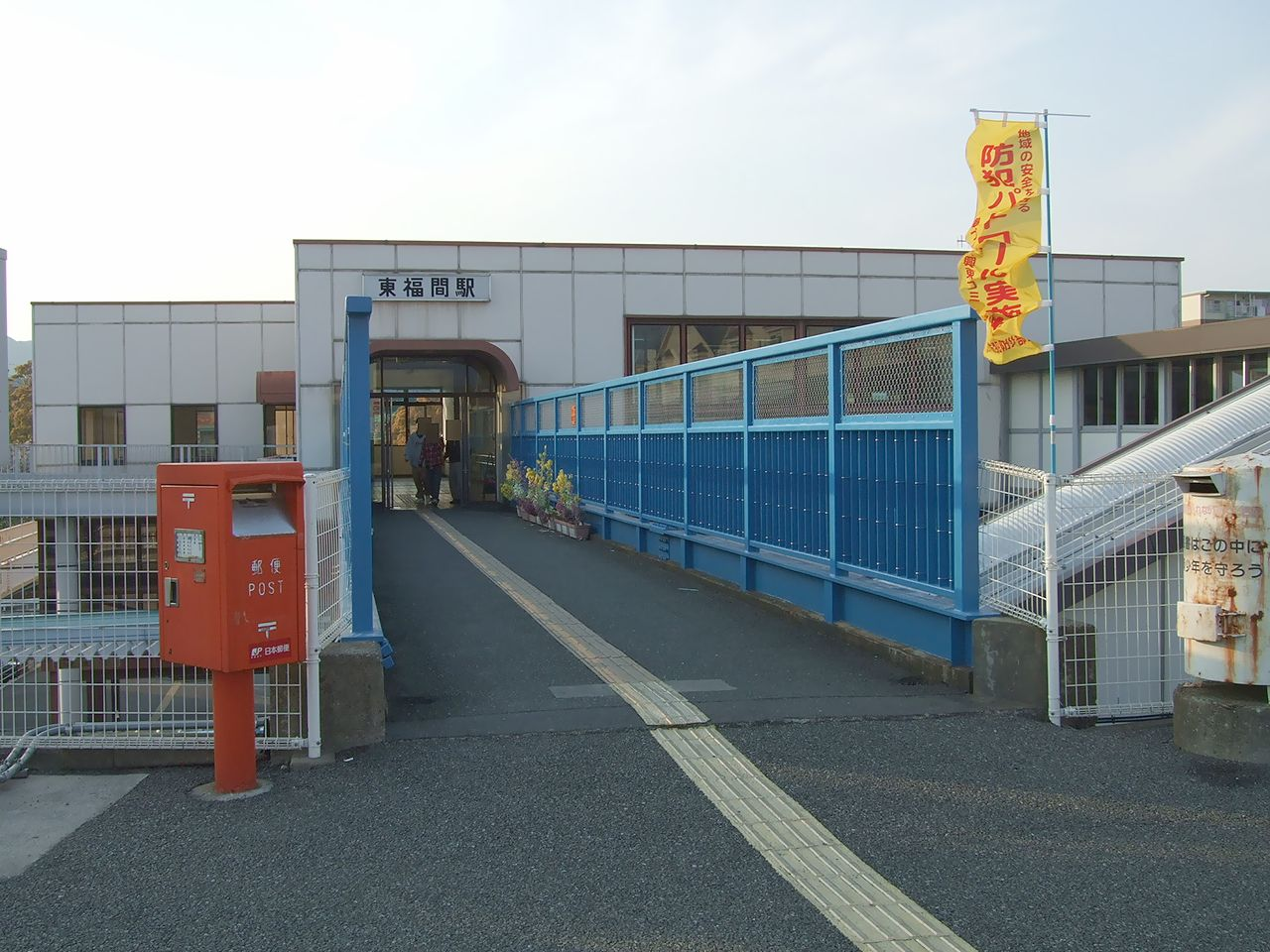
Vista dell'uscita sud

La stazione di Higashi-Fukuma (東福間駅?, Higashi-Fukuma-eki) è una stazione ferroviaria situata nella città di Fukutsu, nella prefettura di Fukuoka in Giappone. La stazione è servita dalla linea principale Kagoshima  della JR Kyushu.

## Linee e servizi ferroviari
JR Kyushu
■ Linea principale Kagoshima

## Struttura
La stazione è costituita da due marciapiedi laterali con due binari passanti in superficie. I marciapiedi sono collegati al fabbricato viaggiatori, posto sopra il piano del ferro, da scale fisse e ascensori. Sono altresì presenti tornelli automatici con supporto alla bigliettazione elettronica Sugoca e biglietteria presenziata
| 1 | ■ Linea principale Kagoshima |  | per Akama, Kurosaki, Kokura e Mojikō |
| 2 | ■ Linea principale Kagoshima |  | per Kashii, Hakata, Tosu e Ōmuta     |

## Stazioni adiacenti
| «                                     | Servizio                   | »                          |
| Linea principale Kagoshima            | Linea principale Kagoshima | Linea principale Kagoshima |
| ------------------------------------- | -------------------------- | -------------------------- |
| Tōgō                                  | Locale                     | Fukuma                     |
| Il Rapido e il Semirapido non fermano |                            |                            |